# Iglesia de San Doménico (Ferrara)
La iglesia de San Domenico es una iglesia de Ferrara. Se encuentra en la Piazza Sacrati 10. Debido al terremoto de Emilia de 2012 no es accesible. El 3 de mayo de 2018 el techo se derrumbó parcialmente, afortunadamente sin heridos.

## Historia

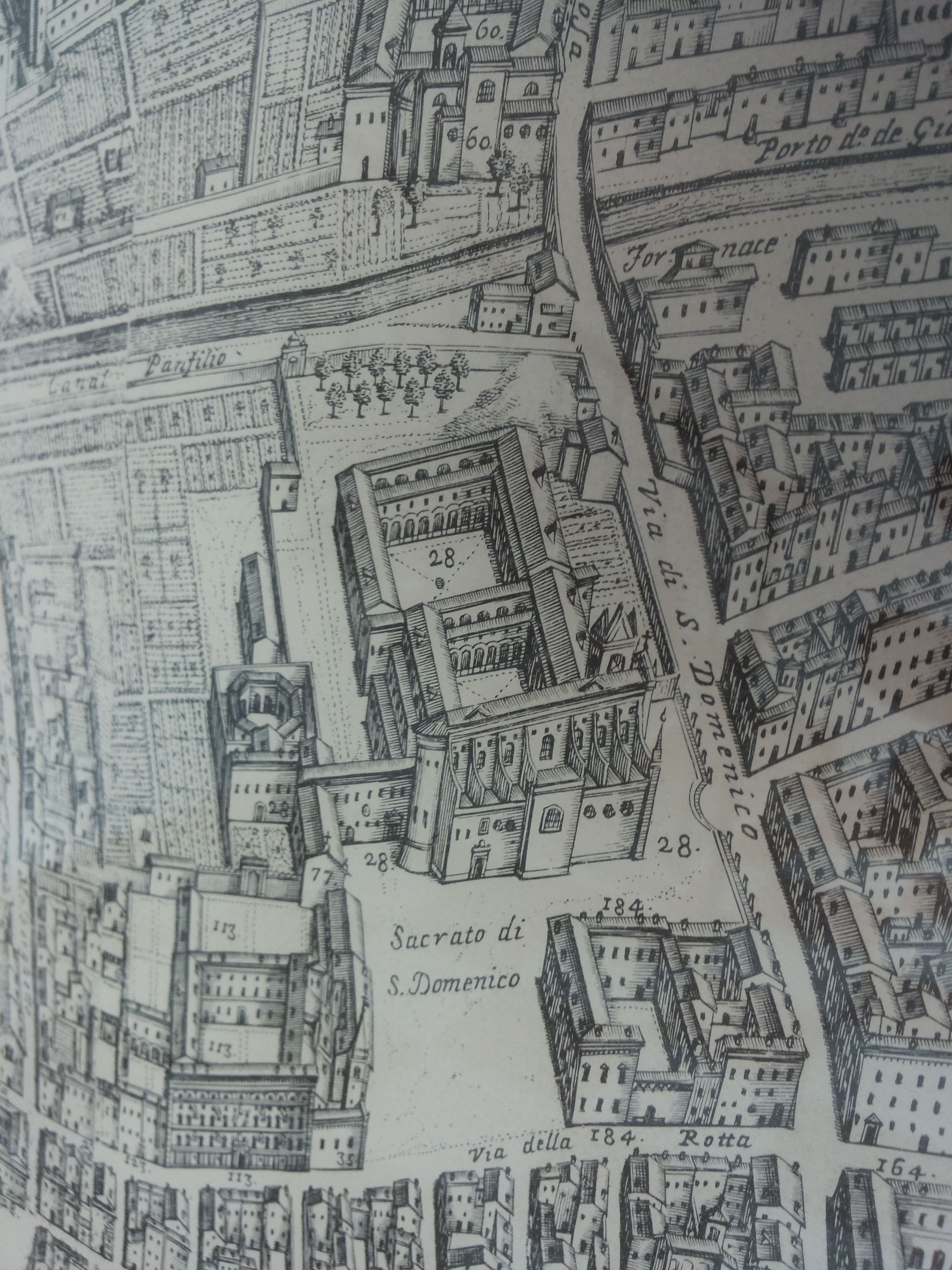
La iglesia y el convento de S. Domenico con el Tribunal de la Inquisición contiguo en 1747

La construcción en su forma actual data de 1726 por el arquitecto Vincenzo Santini, en el lugar de una iglesia más antigua construida en 1274, de la que quedan el campanario del siglo XIII y la capilla Canani del siglo XV, que era la antigua estructura del ábside. Cerca del ábside actual se encuentran las Crocette di San Domenico, del siglo XIII, que fueron la sede de la Universidad de Ferrara, del gremio de artistas y médicos desde 1397, luego de letras, ciencias naturales, medicina, astronomía y matemáticas. En San Domenico estaba el Tribunal de la Inquisición y aquí se llevaban a cabo procedimientos judiciales, sentencias y, a menudo, ejecuciones.

### Convento de San Doménico
Hasta 1924 hubo un convento junto a la iglesia, como se ve claramente en el plano y alzado de la ciudad de Ferrara de 1747 de Andrea Bolzoni.  El convento de los dominicos era muy grande y fue demolido casi por completo en el siglo XX. A partir del antiguo primer claustro se creó el cuartel de Littorio, mientras que el segundo claustro fue completamente demolido para dar cabida al edificio de correos.

## Descripción

### Exterior

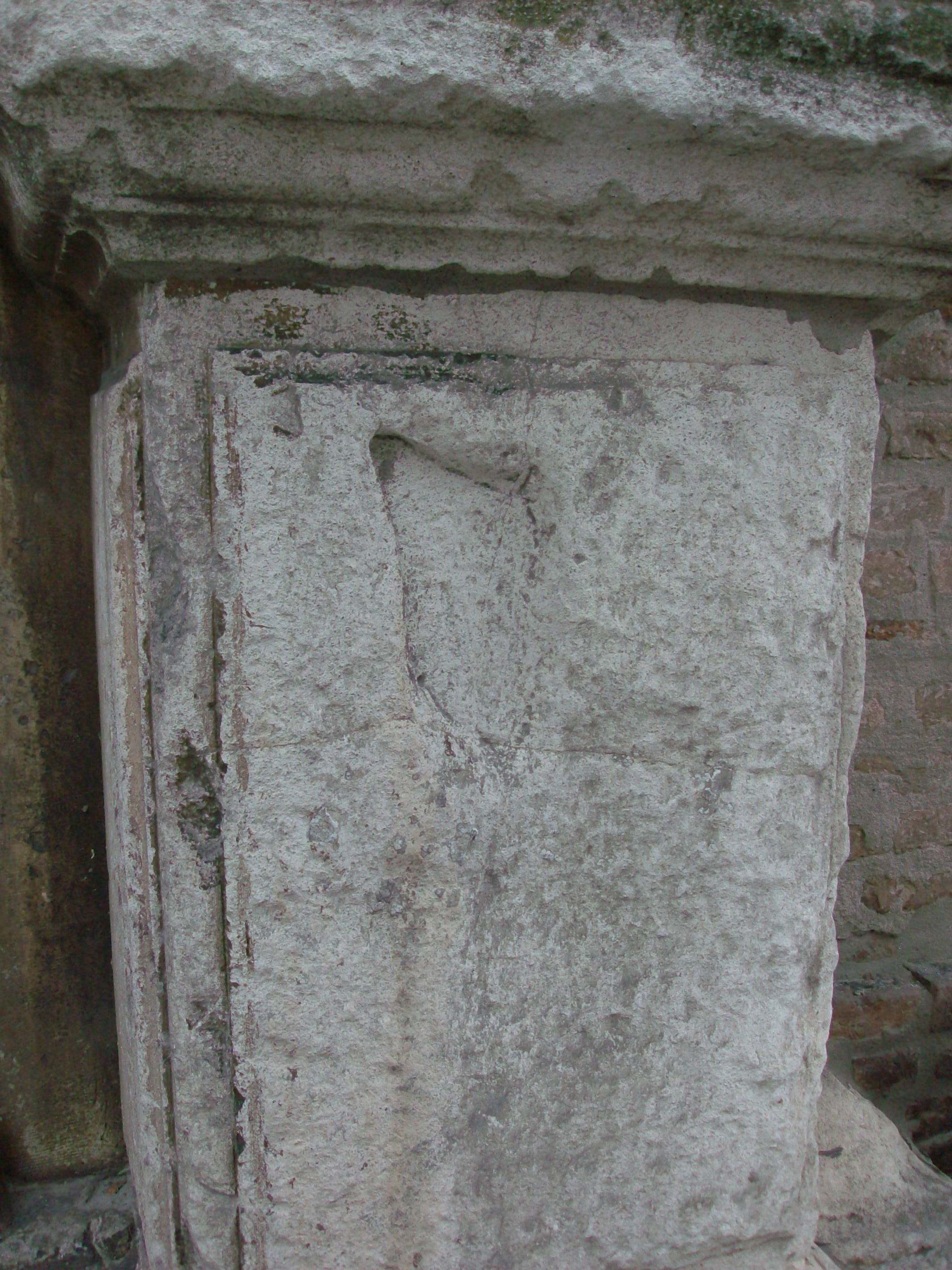
Huella del diablo en el portal lateral de la iglesia de S. Domenico

La imponente fachada de la iglesia es un raro ejemplo de arquitectura barroca local. Realizado en terracota, está dividido en dos órdenes marcados por pilastras corintias, separados por una alta hilera de cuerdas y rematados por un tímpano triangular. Los portales central y lateral están decorados con ricos adornos de piedra, los nichos, dos por cada orden, albergan esculturas de santos dominicos creadas por Andrea Ferreri en 1722. En el centro del orden superior hay una gran ventana balcón.

### Interior
El interior tiene una nave con cinco capillas a cada lado, presbiterio y coro. Las bóvedas laterales y los penachos están pintados al fresco por Giuseppe Filippi y Gerolamo Gregori. En las capillas se encuentran numerosas pinturas, entre ellas obras de Scarsellino, Carlo Bononi, Francesco Pellegrini, Gaetano Gandolfi, Giuseppe Avanzi, Francesco Parolini Ghirardoni. El altar mayor, de fino mármol, es de Pietro Puttini de Verona. Destaca el coro de madera de Giovanni da Baiso, que data de 1384 y es, junto con el de la Basílica de San Pellegrino Laziosi, en Forlì, uno de los más antiguos de la región. En la quinta capilla de la izquierda se conserva el fresco que representa la Madonna della Speranza, que data del siglo XIV y que existía en la iglesia original.
En la capilla Canani del siglo XIII se encuentra el monumento funerario del médico anatómico Gian Battista Canani, mientras que en el suelo de la nave se encuentran lápidas del siglo XVIII de otros ciudadanos ilustres de Ferrara.

## Leyenda del mago Chiozzino y su pacto con el diablo
Según una leyenda local muy extendida, el diablo dejó la huella de su cabra impresa en la piedra del portal lateral ya que aquí algunos de sus protegidos fueron condenados, pero también se cuenta una historia ligada al mago Chiozzino. Se dice que el ingeniero hidráulico Bartolomeo Chiozzi, que realmente existió, hizo un pacto con el diablo y que, para romper este pacto, pidió la ayuda de los padres dominicos de la iglesia. Chiozzi, apodado el mago Chiozzino, logró salvarse, mientras el diablo, enojado, dejó su huella de cabra en la entrada lateral de la iglesia.